# Pioniere in Ingolstadt (Film)
Pioniere in Ingolstadt ist eine Verfilmung des gleichnamigen Theaterstücks von Marieluise Fleißer durch den Regisseur, Autor und Darsteller Rainer Werner Fassbinder mit dem Ensemble des antiteaters. Innerhalb von drei Jahren war es Fassbinders neunter Spielfilm. Zum dritten Mal konnte Fassbinder im Auftrag des Fernsehens drehen (im November 1970 in 25 Tagen), erstmals im Auftrag des ZDF. Das Budget betrug 550.000 Deutsche Mark. Die Uraufführung war am 19. Mai 1971 im ZDF.

## Handlung
Ein Pionierbautrupp zieht in Ingolstadt ein, um eine Brücke zu errichten. Dort lebt das Dienstmädchen Berta bei Kaufmann Unertl, der seinen Sohn Fabian drängt, sie für sexuelle Erfahrungen zu nutzen. Berta mag ihn nicht und verliebt sich in den Soldaten Karl. Doch dieser sieht sie nur als ein weiteres Abenteuer und verlässt sie bald wieder.

## Hintergrund
Bei Pioniere in Ingolstadt zeigt sich erneut Fassbinders Interesse daran, sowohl Theater als auch Film als Ausdrucksform zu nutzen. Von den neun Spielfilmen, die Fassbinder 1969–1971 drehte, sind vier Theaterverfilmungen: Vor Pioniere in Ingolstadt verfilmte er zwei eigene Stücke (Katzelmacher, Der amerikanische Soldat) und ein Stück von Carlo Goldoni (Das Kaffeehaus).
Ende der 1960er Jahre wurde Marieluise Fleißer (nach Elfriede Jelinek die „größte Dramatikerin des 20. Jahrhunderts“) wiederentdeckt. Dies war auch ein Verdienst von Fassbinders Aufführung der Pioniere in Ingolstadt durch das antiteater, die im Februar 1968 unter dem Titel „Zum Beispiel Ingolstadt“ im Münchener Büchner-Theater stattfand. Marieluise Fleißer hatte angeblich alle Versionen ihres Stückes Pioniere in Ingolstadt persönlich aufgekauft, weil es ihr nicht gefiel. Sie erfuhr aus der Zeitung, dass ihr Stück in einer stark bearbeiteten Fassung gespielt werden sollte. Zuletzt hatte die von Brecht 1929 stark veränderte Fassung für einen Skandal gesorgt und das Stück auf die Liste des schädlichen und unerwünschtem Schrifttums gebracht. Sie wollte die Fassbinder-Aufführung unterbinden und nahm sich einen Anwalt. „Ich weiß, dass Rainer sich darum persönlich bemühte, dass sie seine Bearbeitung akzeptierte. Peer Raben fuhr zu ihr nach Ingolstadt und lud sie zur Generalprobe ein. Sie kam dann zusammen mit Therese Giehse. Es gefiel ihnen.“ Sie stimmte einer Aufführung mit verändertem Titel zu.
Marieluise Fleißer hat in Fassbinders Bühnenstück „Katzelmacher“ (Bühne: 1968, Film: 1969) gesehen, wie beeinflusst er sich zeigte, von „ihrer Lakonie, ihrer sozialen Genauigkeit, dem Wechselspiel von Komischem und Tragischem, auch der Sehnsucht nach Glück, die ihre Figuren ausstrahlen und die doch nie Erfüllung findet“.
Fassbinder über seine Literaturverfilmungen: „Wenn ich die Geschichten von anderen verfilme, liegt das daran, dass ich sie genauso gut auch selbst hätte schreiben können, da sie sich mit Problemen und Themen beschäftigen, mit denen ich mich bereits in meinen eigenen Stoffen beschäftigt habe.“
Der Hauptdarsteller Harry Baer sagt über Pioniere in Ingolstadt, dass der Film am Ende eines ersten Produktionsrausches stand, auf den bis zur Produktion von Händler der vier Jahreszeiten eine einjährige Schaffenspause folgte. „Pioniere in Ingolstadt war ein Höhepunkt an Durcheinander, der Film ist ein grober Schnitzer. Der `Händler´ dagegen ist völlig gradlinig erzählt, die Story ist stimmig.“
Fassbinders Kameramann Dietrich Lohmann sagt auf die Frage, ob man durch die Filme von Fassbinder die Geschichte der Bundesrepublik Deutschland rekonstruieren könne: „Ich glaube schon. Gerade bei seinen ersten Filmen, die ich persönlich am Besten finde, besonders `Händler der vier Jahreszeiten`, ´Niklashauser Fart`, ´Pioniere in Ingolstadt`, ´Wildwechsel` und dann  ´Fontane Effi Briest`. Aus diesen Filmen kann man über die Bundesrepublik, über die frühe Bundesrepublik, sehr viel erfahren. Und zwar über das Bürgerliche, die Unfähigkeit zur Kommunikation, die Ausländerfeindlichkeit. (...) Die Kommunikationsunfähigkeit zwischen Menschen, das war, glaube ich, sein Hauptthema. Deshalb sind ja auch alle Dialoge sehr kurz, aber doch eindeutig.“

## Kritik
„Es ist die Überzeugung von Rainer Werner Fassbinder, der die filmische Realisierung der Fleißerschen Pioniere unternommen hat, dass die Grundbezüge und -Inhalte des Stücks nicht nur für die Entstehungszeit, die Weimarer Republik, gelten, sondern für jede Form kleinbürgerlicher Gesellschaft. (...) In Motiven, Stimmung und sozialem Milieu fühlt man sich an Fassbinders Film Katzelmacher erinnert. Hier wie dort Kleinstadtmief – Ingolstadt ist nur ein Name –, die Langeweile einer kleinbürgerlichen Welt, die durch Sexspiele verdrängt werden soll. Sexualneid – hier bei den Mädchen – und schließlich eine unsentimentale Trauer über den Verlust der Liebe. Wieder bedient sich Fassbinder des stilisierten fränkischen Idioms, in dem die Sätze wie gestanzt sind. Karls wegwerfendes „Wenn Menschen auseinandergehn, dann sagen sie auf Wiedersehn“, nachdem sich Berta ihm hingegeben hat, kommt ebenso schleppend und langsam daher wie die einfachen Bekenntnisse des Herzens. Großartig sind die Szenen im Wirtshaus, wo die Kleinstadtschönheiten – vor allem zu nennen Carla Aulaulu – zu altmodischer Klaviermusik tanzen, auf der Toilette Geheimnisse austauschen, sich streiten. Einprägsam das Frühstücksgespräch zwischen dem Metzgermeister und seinem Sohn, wo es der Kamera, die zwischen beiden, immer an der ölgemalten Alpenlandschaft vorbei, hin- und herhuscht, gelingt, ein Porträt des Missverständnisses und der Einsamkeit zu zeichnen (Kamera: Dietrich Lohmann). Der Film, schwarzweiß (sic!) und ohne jede Oberflächengelacktheit, spielt meistens in der Dunkelheit. Es ist ein Nachtfilm, traurig, zum Weinen und wahr.“

Anmerkung: Dass es sich um einen Schwarzweiß-Film handele, ist falsch.

„Nach der Erstaufführung im Mai 1971 schrieb eine Kritikerin in der „Frankfurter Allgemeinen Zeitung“ nicht minder enthusiastisch wie einst Herbert Jhering: „Der Film, schwarzweiß und ohne jede Oberflächengelacktheit, spielt meistens in der Dunkelheit. Es ist ein Nachtfilm, traurig, zum Weinen und wahr.“ Heute wirkt diese Eloge etwas übertrieben. „Pioniere in Ingolstadt“ sieht vielmehr wie ein Zwischenfilm aus: ein Auftragswerk, das der Regisseur mit den in „Katzelmacher“ (fd 16 511) erprobten langen Gängen und Szenen des permanenten und penetranten Aneinander-Vorbeiredens zelebriert, das aber von seinen „umliegenden“ Arbeiten „Warnung vor einer heiligen Nutte“ (fd 17 745) und „Händler der vier Jahreszeiten“ (fd 17 732) weit in den Schatten gestellt wird. Die wesentliche Crux des Unternehmens besteht vielleicht darin, dass Fassbinder das in den 1920er-Jahren angesiedelte Stück in die bundesdeutsche Jetztzeit holte. Seine Absicht war, die von Fleißer beschriebenen, auf Unterdrückung basierenden Beziehungen von Männern und Frauen als etwas nicht Vergangenes, sondern durchaus Gegenwärtiges zu zeichnen; zugleich wollte er zeigen, dass die Macht- und Unterwürfigkeitsstrukturen der Armee auch das Zivilleben dominieren. Die Fleißerschen, an Büchners „Woyzeck“ geschulten Sentenzen wirken im Film aber merkwürdig zeigefingerhaft und im Kontrast mit der zur Schau gestellten Mode auch archaisch-befremdlich. Schon in der Eingangsszene, wenn das im Minirock auftretende Dienstmädchen Berta (Hanna Schygulla) zu ihrer gewieften Freundin Alma (Irm Hermann) angesichts der vorbeiziehenden Rekruten sagt: „Warum singen die nicht ,Oh du schöner Westerwald‘“, entspricht das zwar exakt dem ersten Satz des Stücks, macht die Berta-Figur aber merkwürdig altmodisch. Diese Einschränkung bedeutet freilich nicht, dass es keine grandiosen szenischen Einfälle und schauspielerischen Leistungen gäbe.(...)“

Anmerkung: Die Abkürzungen fd sowie angegebene Nummern beziehen sich auf die entsprechenden Kritiken in der Zeitschrift film-dienst.